# Nobreza negra
A nobreza negra ou aristocracia negra (em italiano:  nobiltà nera, aristocrazia nera) é o conjuntado das famílias aristocráticas romanas que se aliaram ao Papado durante o período do Papa Pio IX, depois de o exército liderado pela Casa de Saboia, em nome do Reino da Itália, ter entrado em Roma em 20 de setembro de 1870, deposto o poder temporal do Papa e extinguido os Estados Papais, assumindo o Palácio do Quirinal. Esse grupo também é composto pelas famílias que posteriormente tenham sido sido alçadas à nobreza pelo Papa no período anterior a 1929, quando o Tratado de Latrão regularizou as relações entre a Santa Sé e o Estado italiano.
Pelos 59 anos entre 1870 e 1929, o Papa limitou-se aos confins da Cidade do Vaticano e declarou ser um prisioneiro no Vaticano para evitar a aparência de que tenha aceitado a autoridade do governo italiano e do Estado que havia tomado a capital dos Estados Papais, Roma. Os aristocratas que haviam sido elevados à nobreza pelo Papa e eram ex-súditos dos Estados Papais, incluindo os altos membros da Corte Papal, mantiveram fechadas as portas de seus palácios em Roma em sinal de luto pelo confinamento do Papa, o que levou tais pessoas a serem chamadas de "nobreza negra".

## História

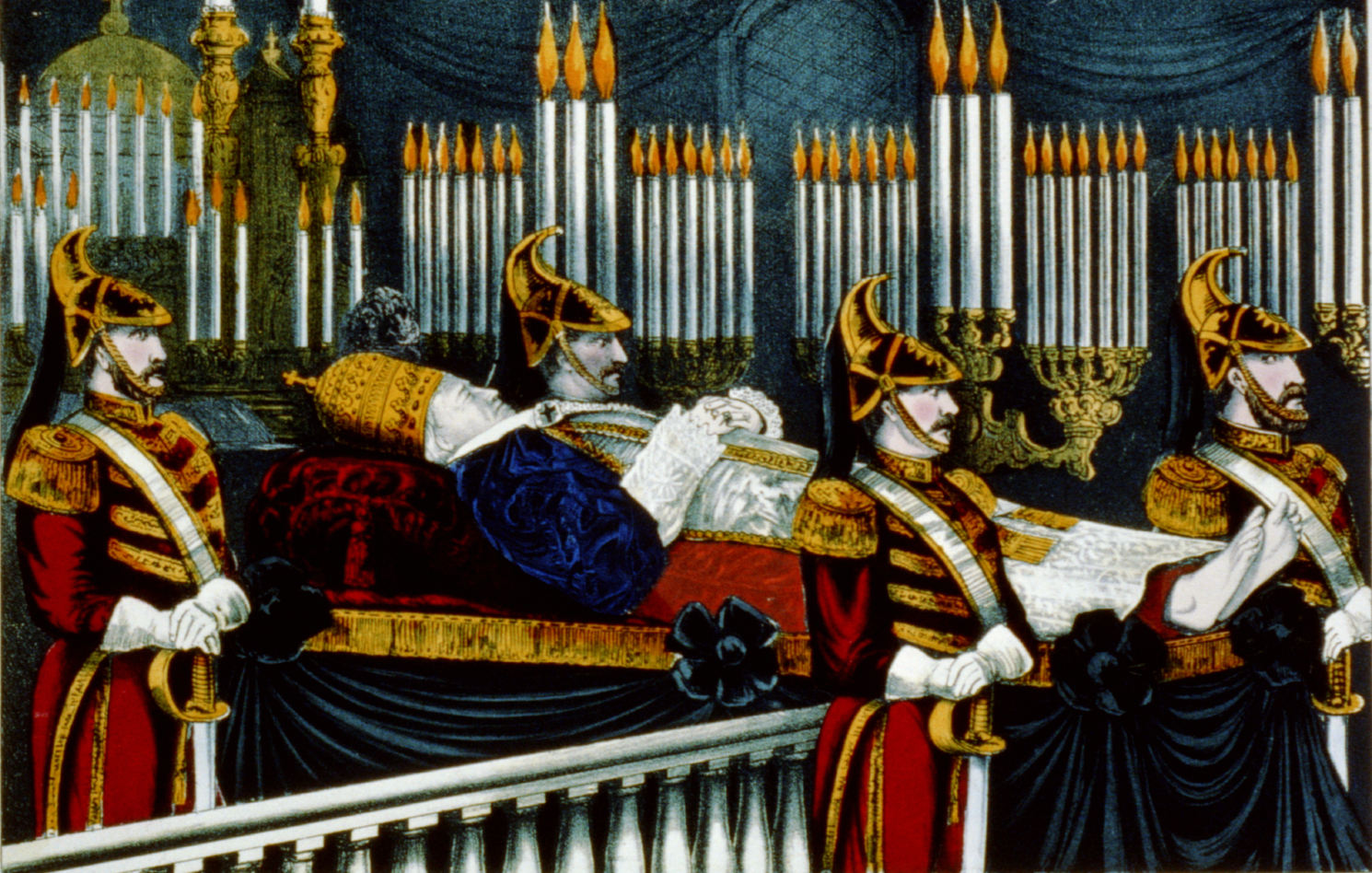
Funeral do Papa Pio IX, com a escolta da Guarda Nobre.

Apesar do nome relativamente recente, a Nobreza Negra havia existido por séculos, originando-se da classe baronal de Roma e das poderosas famílias que se mudaram para Roma a fim de se beneficiar de ligações interpessoais e familiares com o Vaticano. Estas famílias apoiaram os papas na governança dos Estados Papais e na administração da Santa Sé. Muitos dos membros das famílias da Nobreza Negra tornaram-se membros de alto escalão do clero e até mesmo alguns tornaram-se papas. As famílias da Nobreza Negra (nesta instância com famílias cujos ancestrais incluem Papas) ainda existentes incluem, nomeadamente, os Colonna, Massimo, Orsini, Ruspoli, Pallavicini, Theodoli, Sacchetti, Borghese, Odescalchi, e Boncompagni-Ludovisi. As famílias já extintas são os Savelli, os Caetani, a família Aldobrandini e os Conti. Famoso membros de Preto Nobreza famílias incluem Arnaldo de Roseta, Bispo de Asti, que promulgou um Sínodo, o qual promoveu alguns decretos para regulamentar e classificar o clero da Lombardia e do Piemonte, e definir a sua composição, com uma ênfase particular sobre os Cavaleiros Hospitalários; Eugenio Pacelli, que mais tarde se tornou o Papa Pio XII; Ernesto Pacelli, um importante financiador; e Prospero Colonna, prefeito de Roma.
Após a conclusão do Tratado de Latrão em 1929, a Nobreza Negra recebeu a dupla cidadania pela Itália e pelo Vaticano. De acordo com as disposições do tratado, os títulos de nobreza concedidos pelo papa foram reconhecidos pelo Reino da Itália. Muitas dessas famílias eram membros da, em grande parte cerimonial, Guarda Nobre Papal; outros eram estrangeiros filiados à Santa Sé de várias formas. Em 1931, o Papa Pio XI negou o pedido de Afonso XIII de Espanha para abrir a Guarda Nobre à nobreza de todos os países católicos. Durante a II Guerra Mundial, a Guarda Nobre protegeu o Papa juntamente com a Guarda Suíça.
O Papa Paulo VI aboliu muitas posições dentro da Cidade do Vaticano com a carta apostólica motu proprio Pontificalis Domus (Casa Pontifícia), em 1968. Além de ter alterado o nome do grupo de "Corte Papal" para "Casa Pontifícia", muitas das posições ocupadas pela Nobreza Negra foram abolidos. De acordo com o motu proprio: "Muitos dos cargos confiados aos membros da Casa Pontifícia, foram privados de sua função, continuando a existir como posições puramente honorárias, sem muita correspondência às necessidades concretas dos tempos [atuais]." Muitos desses cargos e a Corte Papal em si ainda existiam com a função de administrar os Estados Papais e haviam perdido sua utilidade em 1870. As regalias da Nobreza Negra, tais como as placas de identificação de veículos da Cidade do Vaticano, também foram retiradas. Alguns integrantes da Nobreza Negra ofenderam-se com essas alterações. De acordo com o diplomata e autor Roger Peyrefitte, foram os membros da Nobreza Negra que primeiro lhe disseram da suposta associação do então papa com um ator, que eventualmente levou às declarações públicas de Peyreffiti e o subsequente escândalo que se deu. Em maio de 1977, alguns membros da Nobreza Negra, liderados pela princesa Elvina Pallavicini, começaram a cortejar o arcebispo tradicionalista Marcel Lefebvre.